# Syllepte sulphureotincta
Syllepte sulphureotincta là một loài bướm đêm trong họ Crambidae.